# Флотаційна машина

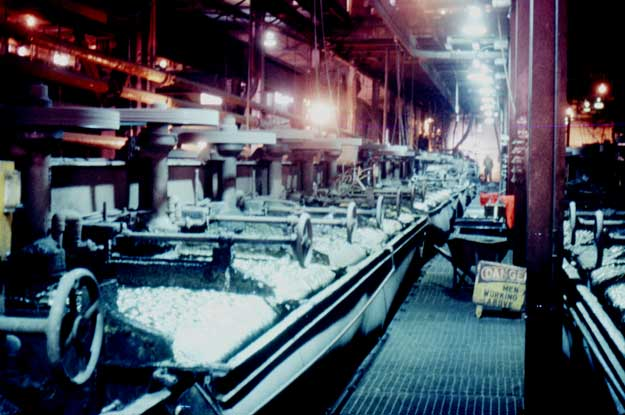
Флотаційний цех на збагачувальній фабриці

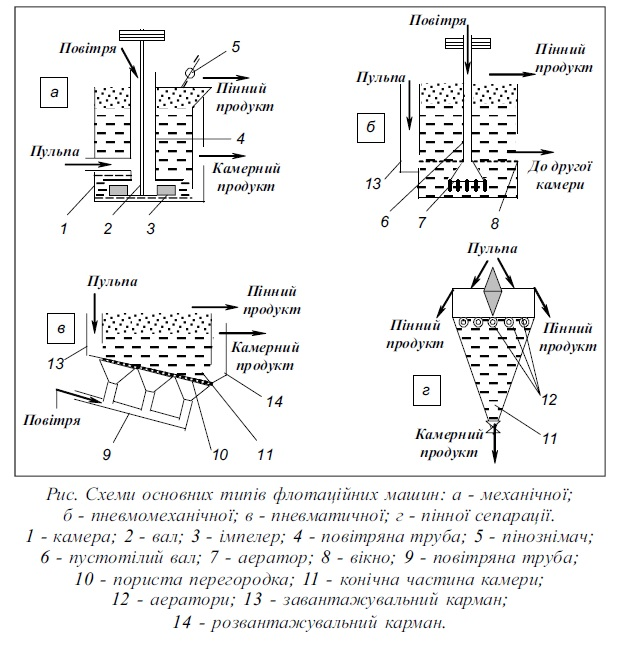

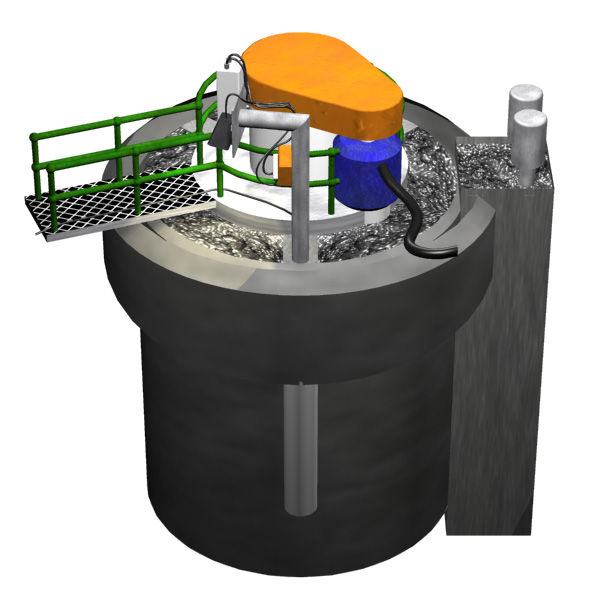
Флотаційна машина

Флотаційні машини — збагачувальні апарати для розділення корисних копалин методом флотації, в яких здійснюються операції: насичення флотаційної пульпи повітряними бульбашками (якщо пульпа не аерована до Ф.м.), їх диспергування та рівномірний розподіл в об'ємі пульпи, підтримання подрібненої корисної копалини у завислому стані (в механічних Ф.м.), мінералізація повітряних бульбашок — прикріплення зерен мінералу, який флотується, до бульбашок повітря (утворення флотаційних агрегатів), спливання мінералізованих агрегатів з формуванням шару мінералізованої піни, розвантаження піни, яка складається з мінералізованих бульбашок, вилучення та вивантаження залишкового (камерного) продукту, що містить у собі переважно завислі частинки нефлотованого продукту (відходи).

## Класифікація флотаційних машин
Флотаційні машини розрізняють за конструктивними ознаками, способом аерації і технологічним призначенням. У більшості випадків при класифікації за визначну ознаку приймають спосіб аерації (табл.).
| Тип флотомашини         | Спосіб аерації пульпи                                       | Спосіб диспергування пульпи                        |
| ----------------------- | ----------------------------------------------------------- | -------------------------------------------------- |
| Механічний              | Засмоктування повітря з атмосфери                           | Мішалки різних конструкцій                         |
| Пневмо-механічний       | Подача стисненого повітря від вентилятора, компресора і ін. | Мішалки або вібраційні пристрої різних конструкцій |
| Пневмо-гідравлічний     | Самоаерація, або примусова подача стисненого повітря        | Різні гідравлічні пристрої                         |
| Пневматичний            | Подача стисненого повітря від вентилятора, компресора і ін. | Пористі перегородки, перфоровані патрубки          |
| Електро-флотаційний     | Електроліз води у машині                                    | ―                                                  |
| Машини з змінним тиском | Виділення розчинених газів з пульпи при зміні тиску         | ―                                                  |
| Комбінований            | Використання декількох способів                             | Використання декількох способів                    |

Крім того, флотаційні машини підрозділяють за принципом переміщення пульпи на коритні, колонні і камерні.
Флотаційні машини коритного типу складаються з однієї камери витягнутої у довжину. Вихідна пульпа надходить з одного кінця камери і переміщується по ній до протилежного, де видаляються хвости. Піна видаляється по всій довжині камери самопливом через бокові борти у жолоби. Рівень пульпи у всій камері однаковий і регулюється швидкістю розвантаження хвостів.
Флотаційні машини колонного типу являють собою вертикальні пристрої круглого, прямокутного або еліпсоподібного перетину. Вихідна пульпа, як правило, надходить у середню частину колони, концентрат видаляється з верхньої, а хвости з нижньої частини колони.
Флотаційні машини камерного типу складаються з окремих камер, у кожної з яких встановлюється один або декілька аераторів. Залежно від способу переміщення пульпи із попередньої камери у наступну машини цього типу підрозділяються на камерні, прямотечійні камерні і камерно-прямотечійні.
Камерними звичайно бувають машини механічного і пневмомеханічного типу, коритними — машини усіх інших типів, колонними — машини пневматичного типу.

## Технічні вимоги до флотаційних машин
До флотаційних машин висувають такі вимоги:
- безперервність процесу;
- перемішування пульпи, яке забезпечує підтримку в завислому стані найбільш крупних частинок і виключення відкладення грубих частинок біля стінок або в кутах камери (замулювання);
- рівномірна й достатня аерація пульпи в усьому об'ємі камери;
- створення спокійної зони піноутворення на поверхні пульпи;
- можливість регулювання висоти рівня пульпи і піни, циркулюючого навантаження і аерації пульпи;
- мінімальний знос вузлів аератора при заданій крупності й абразивності мінеральних частинок;
- найбільш повна автоматизація процесу флотації.

Крім того, флотаційна машина повинна задовольняти таким загальним технічним вимогам, як надійність у роботі, мале споживання електроенергії, простота конструкції, обслуговування і ремонту тощо. Також при виборі машини слід ураховувати ряд характерних особливостей, які впливають на технологічні показники:
- оптимальну крупність бульбашок, яка забезпечує найбільшу повноту вилучення з усіх класів руди, що надходять у процес;
- стабільність потоків пульпи, повітря, рівнів пульпи й піни, циркулюючих потоків у камері, а також можливість їх тонкого регулювання;
- можливість більш повного переводу мінералізованих бульбашок у пінний шар, швидкого і повного видалення мінералізованої піни з машини;
- зручне і просте розвантаження відходів;
- легкий пуск після зупинки.

## Окремі різновиди флотаційних машин
При збагаченні корисних копалин в основному застосовуються флотаційні машини механічного, пневматичного і пневмомеханічного типів.
- Механічні флотаційні машини
  - Механічні флотаційні машини типу ФМ
  - Флотаційна машина з киплячим шаром
  - Флотаційна машина «Денвер Суб-А»
  - Флотаційна машина «Фагергрін»
  - Флотаційна машина «Мінемет»
  - Флотаційна машина «Гумбольдт»
  - Флотаційна машина «Бут»
  - Флотаційна машина «Вормен»

- Пневмомеханічні флотаційні машини
  - Флотаційна машина ФПМ-6,3
  - Флотаційна машина «Аджитейр»
  - Флотаційні машини типу ФПМ
  - Флотаційна машина типу ФПМУ-6,3
  - Флотаційна машина з вібраційним аератором
  - Флотаційна машина типу ОК
  - Флотаційна машина типу «Даві-2»
  - Флотаційна машина типу «Максвел»

- Пневмогідравлічні флотаційні машини
  - Флотаційна машина з циклонними аераторами
  - Ежекторна флотаційна машина
  - Флотаційна машина типу «Апатит»

- Пневматичні флотаційні машини
  - Аероліфтна флотаційна машина
  - Колонна флотаційна машина
  - Флотаційна машина пінної сепарації

- Флотаційні машини зі змінним тиском
  - Вакуумна флотаційна машина
  - Компресійна флотаційна машина
- Електрофлотаційні машини

- Лабораторна флотомашина

## Вибір флотаційних машин і режимних параметрів
При виборі флотаційних машин для оснащення збагачувальних фабрик виходять головним чином з властивостей руди, можливостей отримання максимальних технологічних показників, мінімальних енергетичних витрат, простоти регулювання й експлуатації.
Для широкого промислового використання можуть бути рекомендовані такі машини:
- механічні типу ФМ — у складних схемах флотації, які вимагають великої кількості всмоктувальних камер і ретельного покамерного регулювання виходу пінного продукту. Вони звичайно використовуються при флотації крупнозернистого матеріалу;
- пневмомеханічні типу ФПМ — у простих схемах флотації при крупності матеріалу не менше 40 % класу — 0,074 мм і максимальної крупності зерен до 1 мм;
- аероліфтні типу АФМ та механічні типу МФУ — у простих схемах флотації, які не вимагають високої селективності, і з великим виходом пінного продукту.

За кордоном при збагаченні руд за простими схемами застосовують механічні машини типу «Фагергрін», пневмомеханічні типу «Аджітейр» або аероліфтні; при збагаченні поліметалічних руд за складними схемами звичайно використовують механічні машини типів «Денвер», «Фагергрін» та ін.
Сучасною тенденцією є розробка нових конструкцій флотаційних машин з камерами великої місткості. Порівняно зі стандартними ці машини характеризуються більш низькими капітальними й експлуатаційними витратами і більш стабільним технологічним процесом при таких же технологічних показниках. Висока продуктивність нових флотаційних машин з камерами великої місткості дозволяє укрупнити секції, скоротити комунікації і допоміжне обладнання, зменшити кількість точок і пристроїв автоматичного контролю та управління технологічним процесом, підвищити продуктивність праці.
Великий інтерес становить застосування колонних флотаційних машин, які відрізняються малою енергоємністю і займають 5 — 10 % площі, необхідної для установки машин інших конструкцій з рівноцінною продуктивністю.
Для підвищення ефективності збагачення за рахунок флотації крупнозернистих частинок доцільно застосовувати флотаційні машини з киплячим шаром і машини пінної сепарації. Пінну сепарацію слід застосовувати, у першу чергу, для вилучення з руди і хвостів частинок крупніше 0,074 мм, наприклад, у міжцикловій флотації на крупнозернистих пульпах і для збагачення піскової фракції хвостів.
Необхідна кількість камер механічної або пневмомеханічної флотаційної машини розраховується для кожної окремої операції за формулою:
n = [k Q (1 + R δ) τ] / (60 kЗ V δ),
де k — коефіцієнт нерівномірності навантаження (при збагаченні руд k = 1,10; при збагаченні вугілля k = 1,25); Q — продуктивність по твердому в операції флотації, т/год.; R — розрідженість живлення флотації, м3/т; δ — густина твердої фази живлення, т/м3; τ — тривалість флотації, хв.; kЗ — коефіцієнт заповнення камери пульпою (kЗ = 0,7 — 0,8); V — геометричний об'єм камери, м3.
Тривалість флотації в окремих операціях залежно від властивостей флотованих руд змінюється в широкому діапазоні: для легкофлотованих руд вона складає 5 — 15 хв., для середньофлотованих — 15 — 30 хв., для важкофлотованих — перевищує 30 хв.
Розрідженість пульпи в операції основної і контрольної флотації руд кольорових металів складає 1,5 — 4,5 м3/т, в операціях перечисної флотації — 2,5 — 9 м3/т.
Загальна довжина флотаційної машини коритного типу розраховується для кожної окремої операції за формулою:
L = [k Q (1 + R δ) τ] / (60 kЗ S),
де k — коефіцієнт нерівномірності навантаження (при збагаченні руд k = 1,10); Q — живлення операції флотації, т/год.; R — розрідженість живлення флотації, м3/т; δ — густина твердої фази живлення, т/м3; τ — тривалість флотації, хв.; kЗ — коефіцієнт заповнення камери пульпою (kЗ = 0,7 — 0,8); S — площа поперечного перетину камери, м2.
Максимальна довжина однієї ванни не повинна перевищувати 10 м.
При розподілі операцій флотації за флотаційними машинами повинні виконуватися дві основні умови:
- максимальний самоплив продуктів і можливо менша кількість перекачувань (особливо пінних продуктів) насосами;
- потік пульпи, що проходить через флотаційні машини, має бути оптимальним.

## Допоміжне флотаційне обладнання
Контактний чан призначений для перемішування пульпи з флотаційними реагентами протягом необхідного часу і створення умов для їхнього закріплення на мінеральних частинках.